# Bert Kaempfert
Bert Kaempfert, född den 16 oktober 1923 i Hamburg, Tyskland, död den 21 juni 1980 på Mallorca, var en tysk orkesterledare och kompositör. Han är mest känd som   kompositör till Frank Sinatras hit "Strangers in the Night" från 1966 och  har också komponerat den i Sverige välbekanta signaturmelodin till TV-frågesporten Vi i femman, "A Swingin' Safari" och outro till Vetenskapens värld, "Afrikaan beat".

## Biografi
Kaempfert föddes i stadsdelen Barmbek och började spela piano vid sex års ålder. Vid musikskolan studerade han piano, klarinett, saxofon och dragspel. Under andra världskriget var han stationerad i Danmark i en av Wehrmachts musikkårer. I Danmark förälskade han sig i en danska, med vilken han fick äldsta dottern Renate. Han satt senare i krigsfångenskap, där han startade sitt första storband, Pik Ass. Efter frisläppandet började han turnera med Pik Ass på brittiska officersklubbar i norra Tyskland. Nu inledde han sin karriär som orkesterledare och dirigent. Han träffade sin fru, Hannelore Winkler, som han gifte sig med 1946 och fick döttrarna Marion och Doris med.
Sin första hit fick Kaempfert, med sin orkester, med "Wonderland by Night", 1960. Sedan följde två decennier av inspelningar (Rahlstedt Studio, Hamburg med Peter Klemt som tekniker) och några få turnéer, till exempel Royal Albert Hall i London, 1974. Det var också många andra artister som gjorde hans melodier kända (Brenda Lee, Al Martino, Nat King Cole, Tony Bennett, Sammy Davis, Jr., Wayne Newton, Shirley Bassey, Johnny Mathis, Dean Martin, Pat Boone m.fl.).
1961 medverkade han till att Beatles fick göra sin första kommersiella inspelning, när de sjöng bakgrundssången och kompade till Tony Sheridans inspelningar av till exempel "My Bonnie" och "When the Saints Go Marching In". The Beatles fick också göra sin första egna inspelningar - "Ain't She Sweet" med John Lennon som försångare och den instrumentala "Cry for a Shadow", skriven av Lennon och George Harrison.
Den 21 juni 1980 drabbades Bert Kaempfert av en stroke i sitt hem på Mallorca och dog strax därefter.